# スペシャルギフト
『スペシャルギフト』（すぺしゃるぎふと）は、日本テレビで、毎週木曜24:38～25:08（金曜午前0:38～1:08）（JST）に放送された番組である。2009年4月2日から2010年3月25日まで放送。NTT DoCoMoの一社提供。

## 内容
- 毎回ゲストが、何にでも使用可能な夢の「ギフト券」を番組から支給。この「ギフト券」で今の世の中のために自由に使えるとしたら!?使い道に悩み実行に移すまでを追う番組である。
- またこの番組は、決まった司会者はいないのも一つの特徴である。
- 2009年12月10日は、番組初の1時間SPを放送、その代わりに翌週の12月17日は、FIFAクラブワールドカップ(通称:TOYOTA CUP)中継のため休止する。

## ゲスト
- 01　高城剛
- 02　田中美保
- 03　渡部建（アンジャッシュ）
- 04　安めぐみ
- 05　LIZA
- 06　田崎真也
- 07　高田延彦
- 08　川村ゆきえ
- 09　春風亭小朝
- 10　ギャル曽根
- 11　辻希美
- 12　飯沼誠司
- 13　安田美沙子
- 14　宮尾俊太郎
- 15　ほしのあき
- 16　ISSA（DA PUMP）
- 17　内田恭子
- 18　天野ひろゆき（キャイ〜ン）
- 19　徳澤直子
- 20　神戸蘭子
- 21　コウケンテツ（料理研究家）
- 22　平愛梨
- 23　臼田あさ美
- 24　児嶋一哉（アンジャッシュ）
- 25　花田勝
- 26　益若つばさ
- 27　石田純一
- 28　渡部豪太
- 29　里田まい（カントリー娘。）
- 30　大島麻衣
- 31　長谷川理恵
- 32　椿姫彩菜
- 33　矢作兼（おぎやはぎ）
- 34　alan
- 35　細川茂樹
- 36　西野カナ
- 37　蛯原友里（1時間SP）
- 38　AKB48
- 39　森田恭通
- 40　小倉優子
- 41　武田修宏
- 42　河本準一（次長課長）
- 43　東原亜希
- 44　北乃きい
- 45　カンニング竹山
- 46　箭内道彦
- 47　平子理沙
- 48　中田有紀
- 49　吉川ひなの
- 50　佐藤可士和（最終回）

## ナレーター
- バッキー木場（スタッフロールでは『木場剛』表記）
- 山本真純（日本テレビアナウンサー）

## スタッフ
- 企画・構成：小山薫堂
- 構成：内田ぼちぼち
- ディレクター：森田と純平
- 企画・演出：加藤孝司
- プロデューサー：鬼頭直孝
- チーフプロデューサー：鈴木雅人
- 制作協力：NCV
- 製作著作：日テレ